# Quinta das Lágrimas
Pour les articles homonymes, voir Quinta.

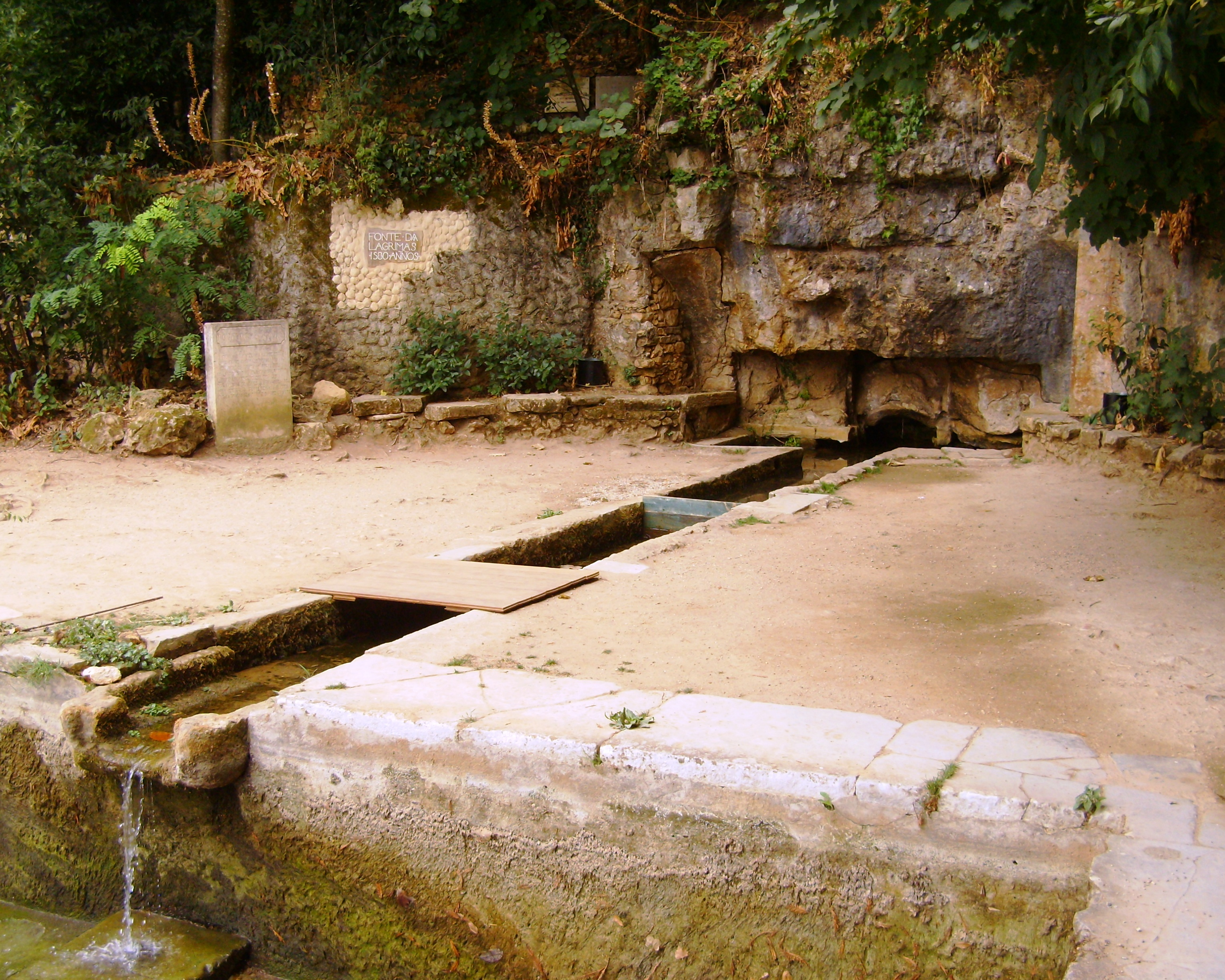
"Fonte das Lágrimas".

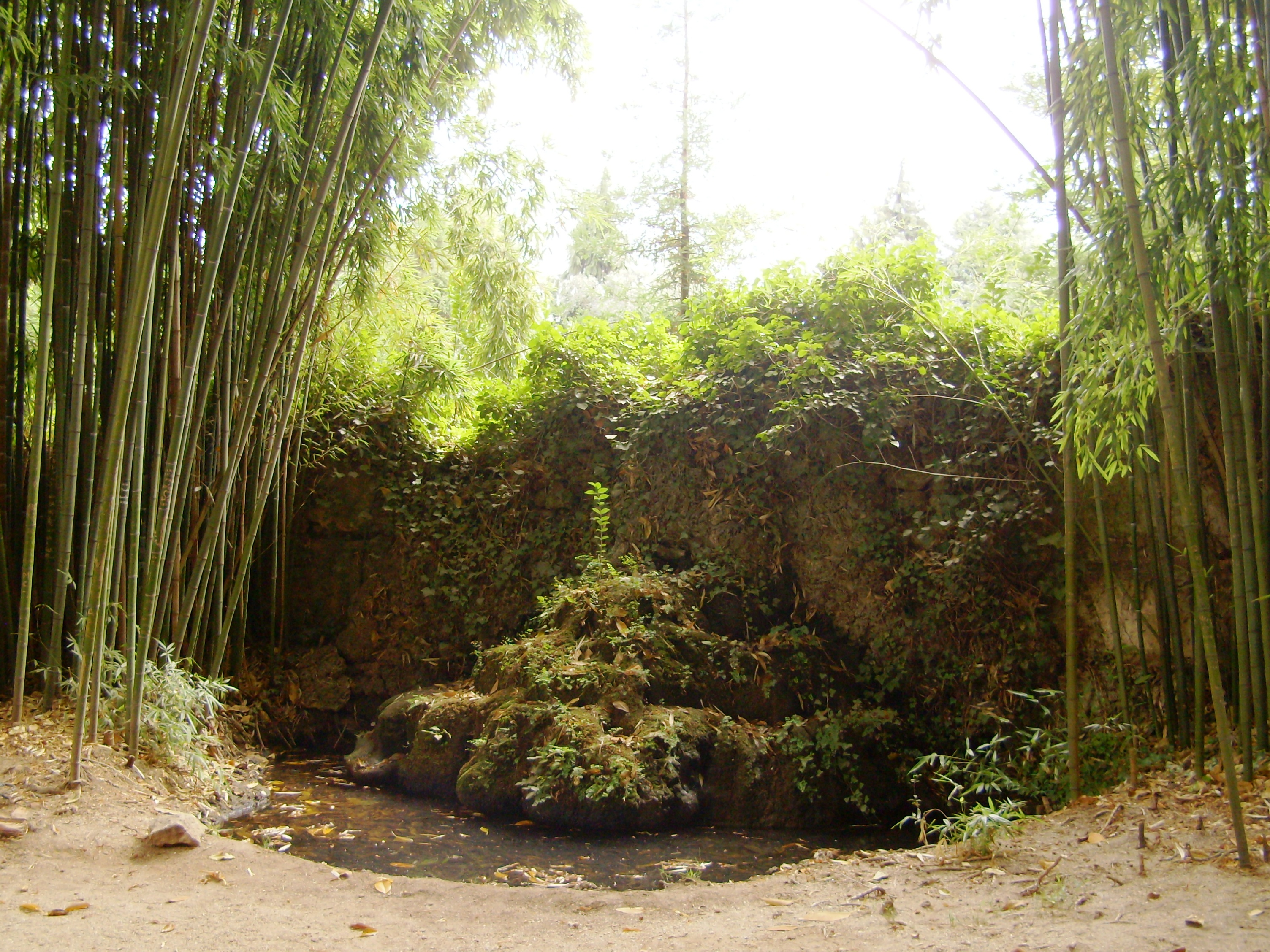
"Fonte dos Amores".

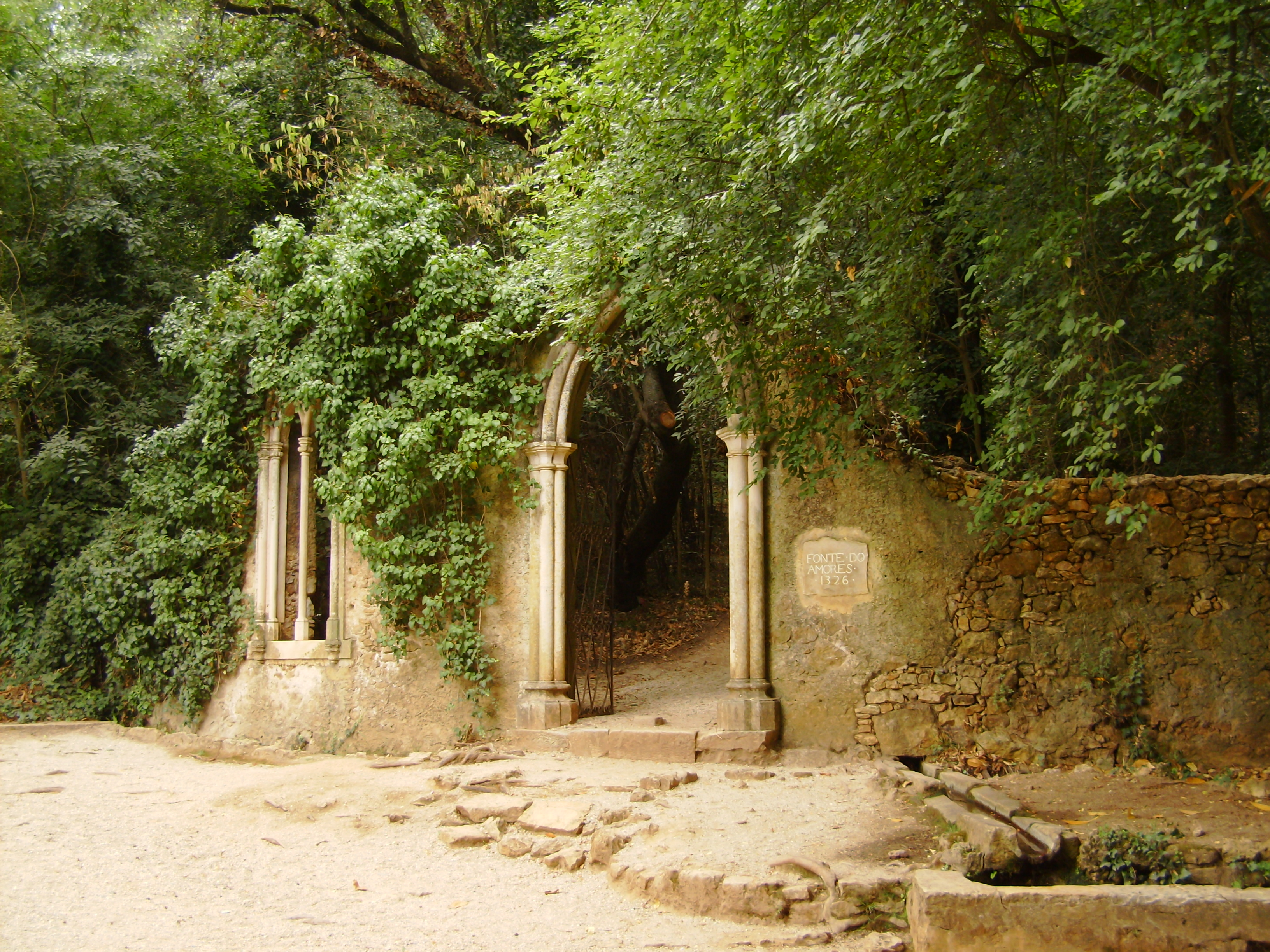
Porte et fenêtre néo-gothique de la "Fonte dos Amores".

Quinta das Lágrimas (Domaine des larmes) est situé sur la rive gauche du fleuve Mondego, dans la paroisse de Santa Clara, dans la ville de Coimbra au Portugal.
Il occupe une superficie de 18,3 hectares autour d'un palais du XIXe siècle aujourd'hui servant d'hôtel de luxe. Son jardin a accumulé beaucoup de souvenirs du XIVe siècle, à la fois dans les constructions que dans les arbres et légendes qui peuplent ce lieu. 
On peut y apercevoir les deux fontaines, Fonte dos Amores (Fontaine des amours) et Fonte das Lágrimas (Fontaine des larmes), retraçant l'histoire d'amour tumultueuse du prince D. Pedro (futur Pedro I de Portugal) et de la noble D. Inés de Castro.

## Historique
À l'origine, ce domaine était appelé Quinta do Pombal et servait de terrains de chasse à la famille royale depuis au moins le XIVe siècle.
Lorsqu'on y fit construire le monastère de Santa Clara, Santa Isabel d'Aragon, reine du Portugal, acheta le terrain et y plaça une canalisation entre les deux fontaines pour acheminer l'eau vers lui.
L'appellation Fonte dos Amores vient du fait que ce site est le témoin de l'amour entre D. Pedro, petit fils de la reine et D. Inês, servante de sa femme, D. Constança. La fontaine des larmes, quant à elle, fut baptisée ainsi par le poète Luís de Camões et provient des larmes qu'Inês aurait fait couler avant d'être assassinée. La légende dit d'ailleurs que la couleur des rochers proviendrait de son sang, encore rouges après plus de six siècles.
Au fil du temps, il est devenu la propriété de l'Université de Coimbra et d'un ordre religieux.
En 1650, on y construisit des murs, des routes et des digues pour soutenir la terre et les arbres de la forêt ainsi qu'un grand réservoir recevant l'eau de la fontaine des larmes pour alimenter l'usine de pétrole.
En 1730, le domaine fut racheté par la famille Cabral Osorio de Castro, pour y placer un palais. C'est d'ailleurs depuis cette période que ce lieu porte ce nom.
En 1813, Arthur Wellesley, alors encore lord de Wellington, commandant des troupes anglo-portugaises contre celles de Napoléon Bonaparte, y fut invité par son allié, António Cabral Maria Osorio de Castro, alors propriétaire. À cette occasion, on fit planter deux Séquoias (Sequoia sempervirens) à proximité de la « Fonte dos Amores » et une pierre tombale décrivant le verset de Os Lusíadas, histoire de  Pedro avec Inês :
"As filhas do Mondego, a morte escura
Longo tempo chorando memoraram
E por memória eterna em fonte pura
As Lágrimas choradas transformaram
O nome lhe puseram que ainda dura
Dos amores de Inês que ali passaram
Vede que fresca fonte rega as flores
Que as Lágrimas são água e o nome amores"
Os Lusíadas.
En 1850, Miguel Osório Cabral e Castro, fils d'António, façonna un jardin romantique autour du domaine ainsi qu'un lac avec plusieurs espèces végétales exotiques du monde entier. Son neveu, D. Duarte Sarmento Alarcão Velasquez Osorio, arrière grand-père des propriétaires actuels fit construire une porte voûtée et une fenêtre néogothique donnant accès au domaine.
Au XIXe siècle, il a été témoin de plusieurs visites royales, dont D. Miguel de Portugal et l'Empereur du Brésil, D. Pedro II en 1872.
Le palais originel a été détruit par un violent incendie en 1879 et fut reconstruit dans un style différent avec une bibliothèque et une chapelle. On peut encore apercevoir dans le domaine, les restes des anciens bâtiments tels que le grenier, l'entrepôt et l'usine de pétrole.

### Un domaine contemporain
Le domaine a été racheté dans les années 1990 pour y établir un hôtel de luxe en 1995 : l'Hotel Quinta das Lágrimas. 
En 2004, l'architecte Gonçalo Byrne, Grand Prix de l'Académie des Beaux-Arts à Paris, conçut une nouvelle aile, avec salles de réunion et un spa. En 2006, l'architecte paysagiste Cristina Castel-Branco a commencé la restauration des jardins : elle a restauré les murs de la forêt et les canaux des fontaines, planté un bosquet de séquoias et un jardin japonais à l'intérieur de l'hôtel et construit l'amphithéâtre Colina Camões, qui a remporté le premier prix d'architecture national de paysage en 2008.
Les jardins sont actuellement ouverts au public et sont maintenus par la Fondation Inês de Castro, membre de l'Association Portugaise des Jardins et Sites historiques.

## Galerie

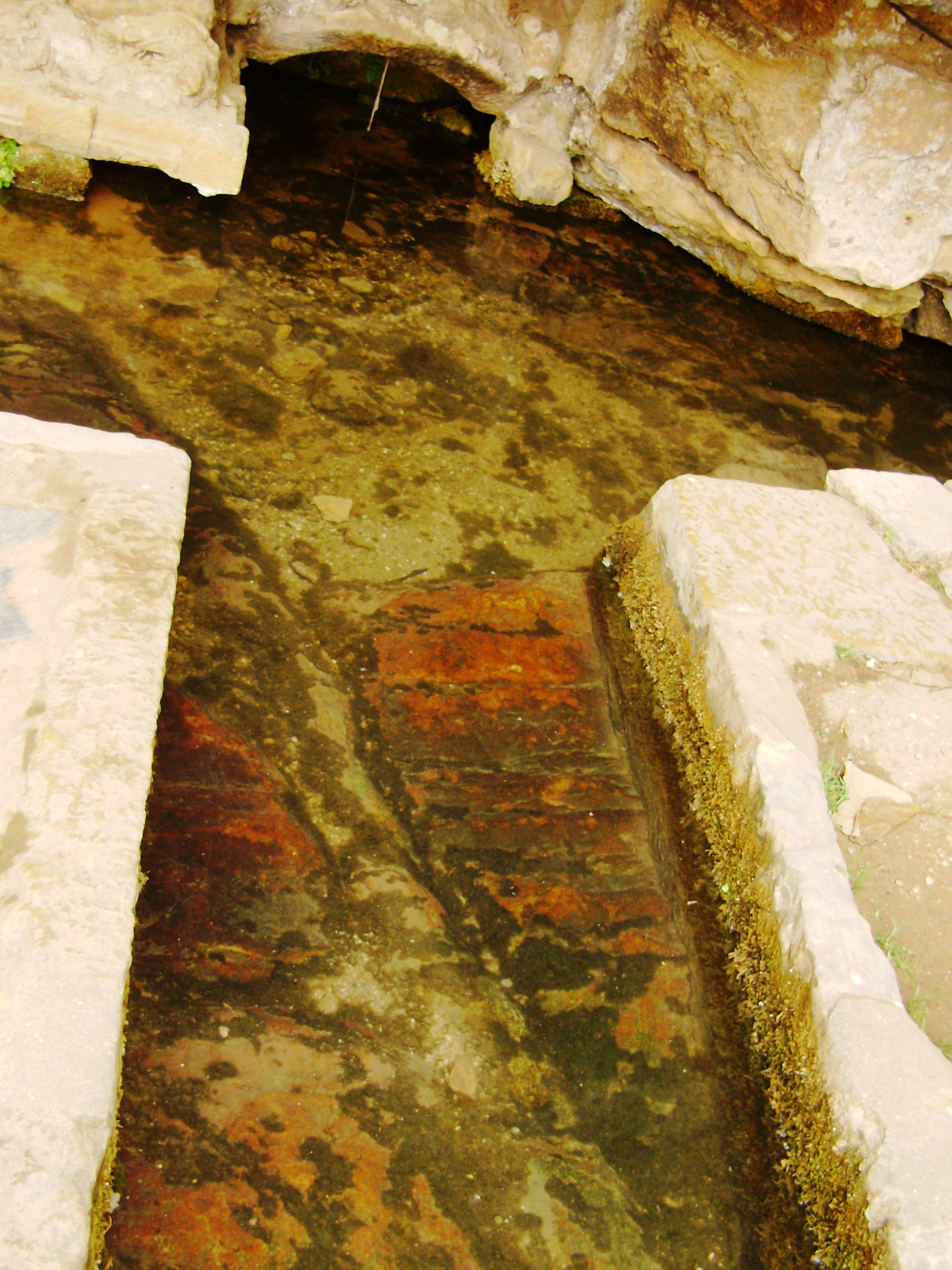
"Fonte das Lágrimas": légende du "sang" de D. Inês.
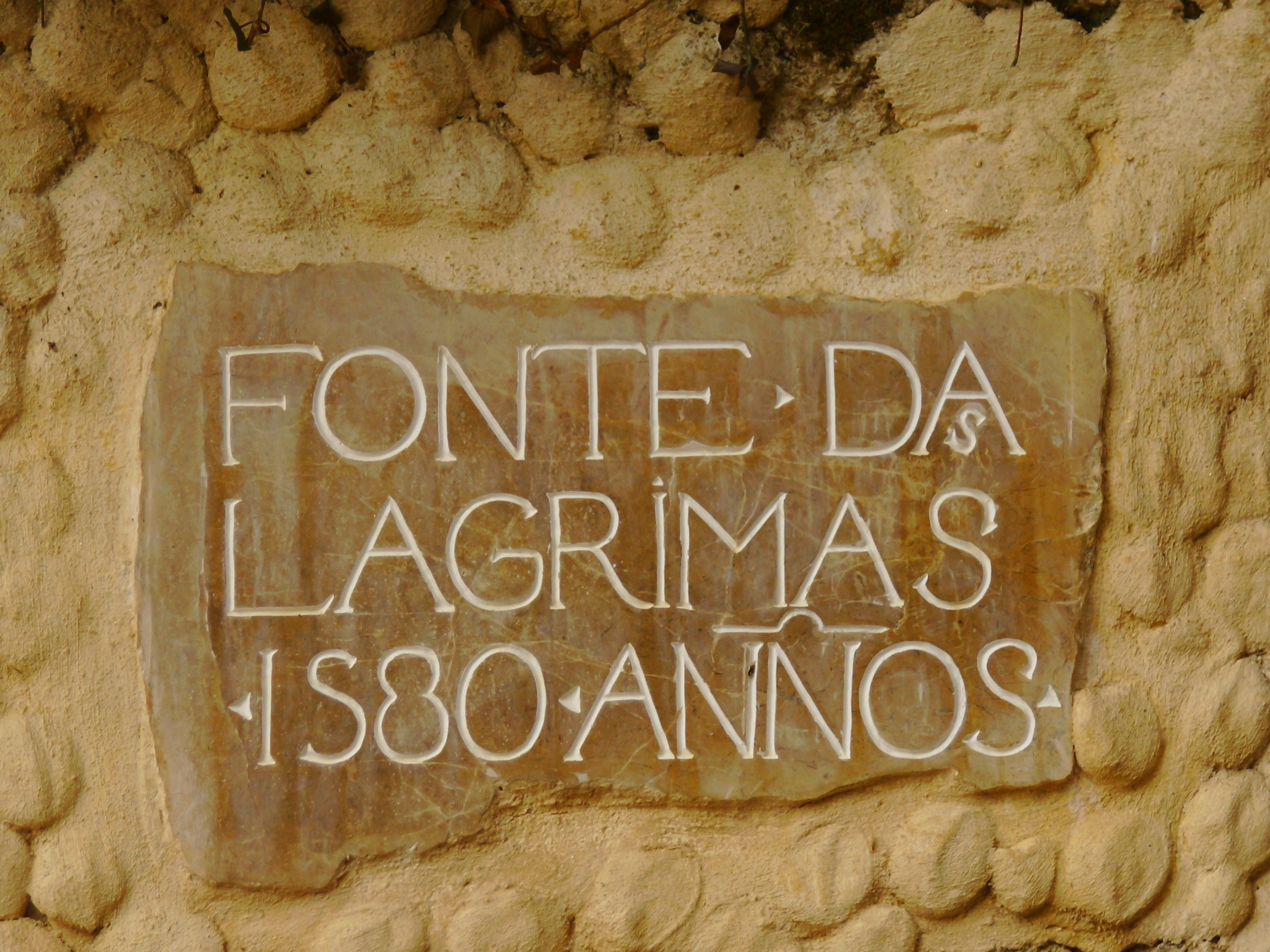
"Fonte das Lágrimas": au printemps (détail).
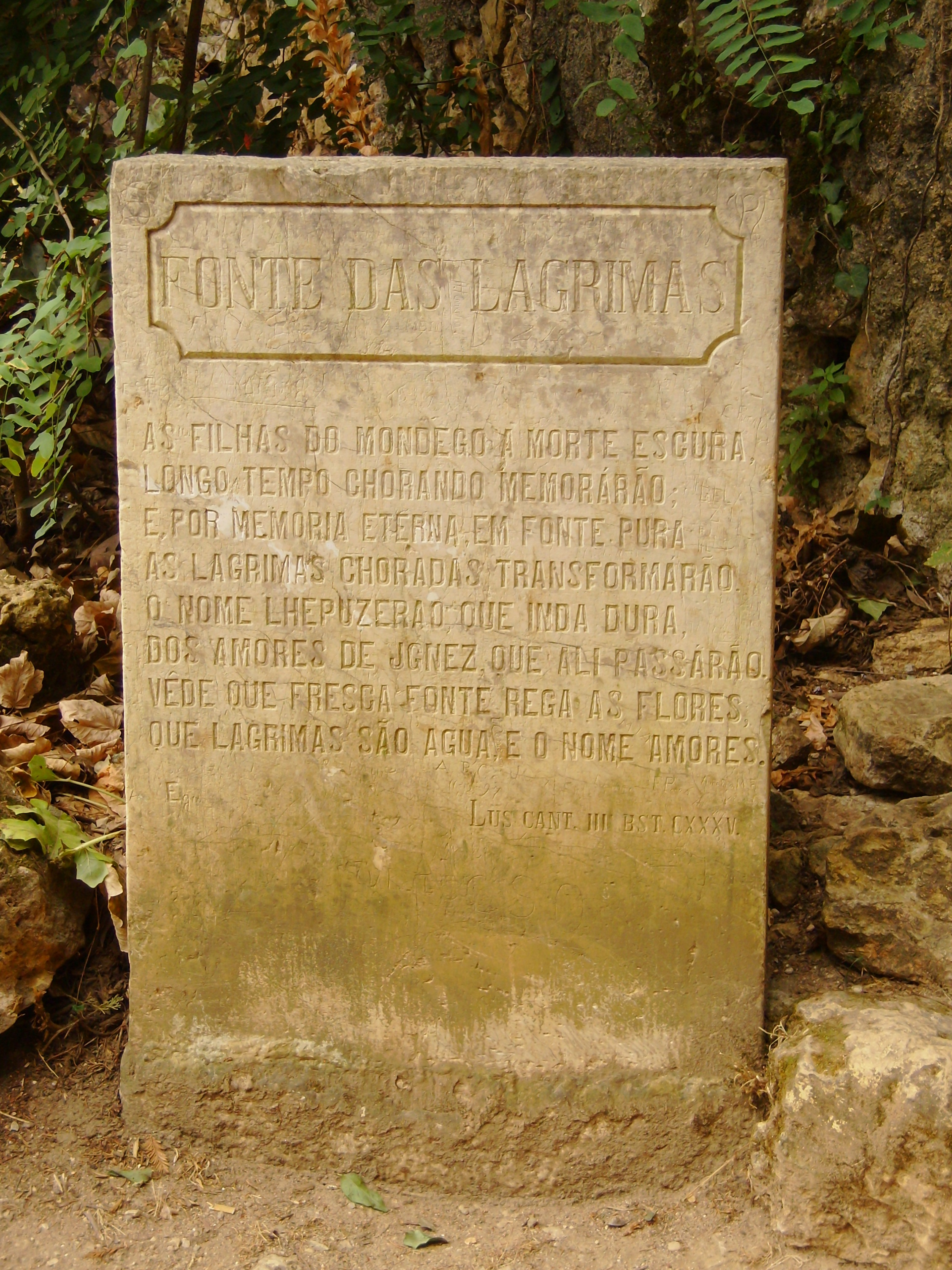
"Fonte das Lágrimas": tombe avec le verset de Camões.
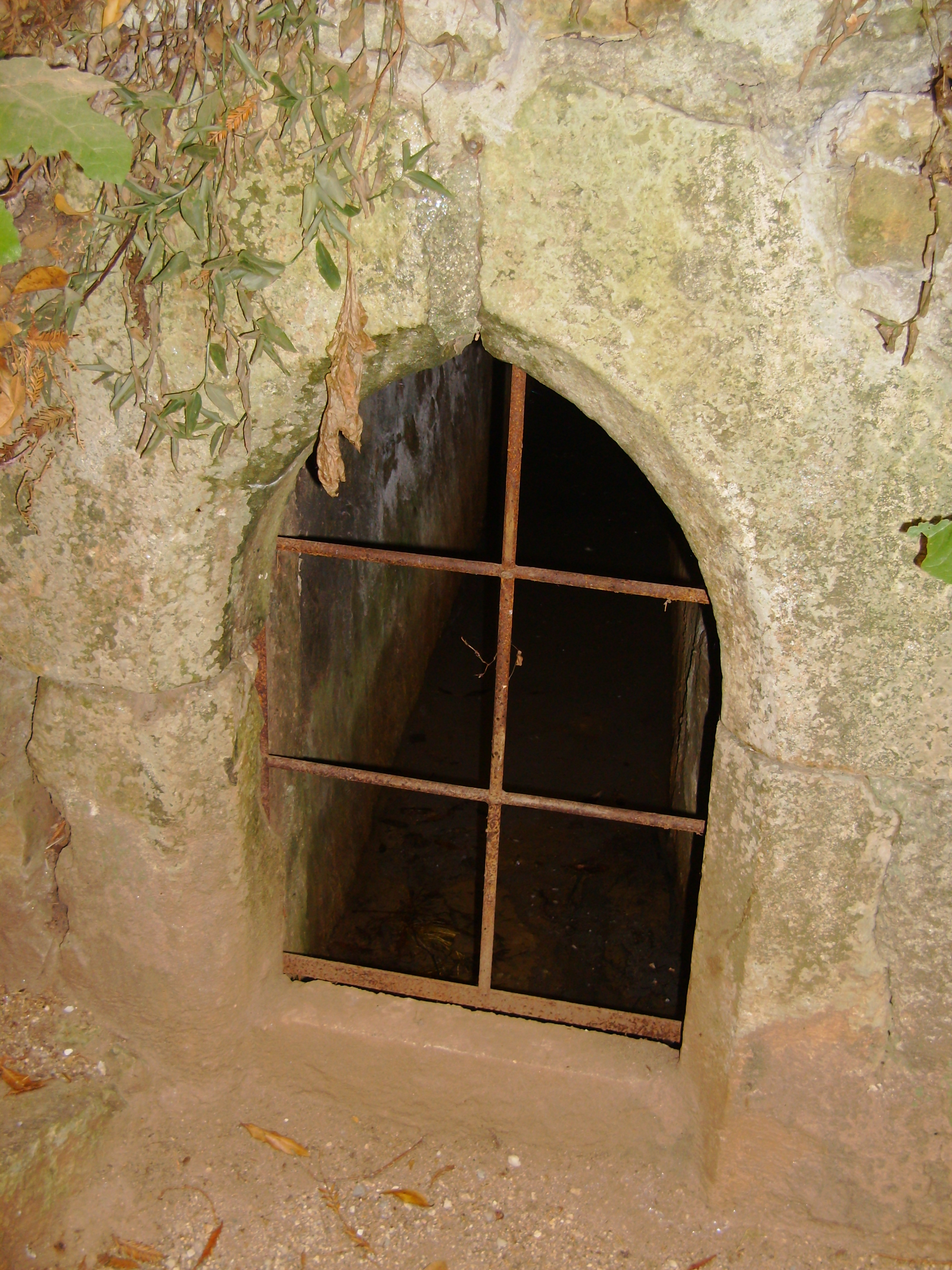
"Fonte dos Amores": au printemps.
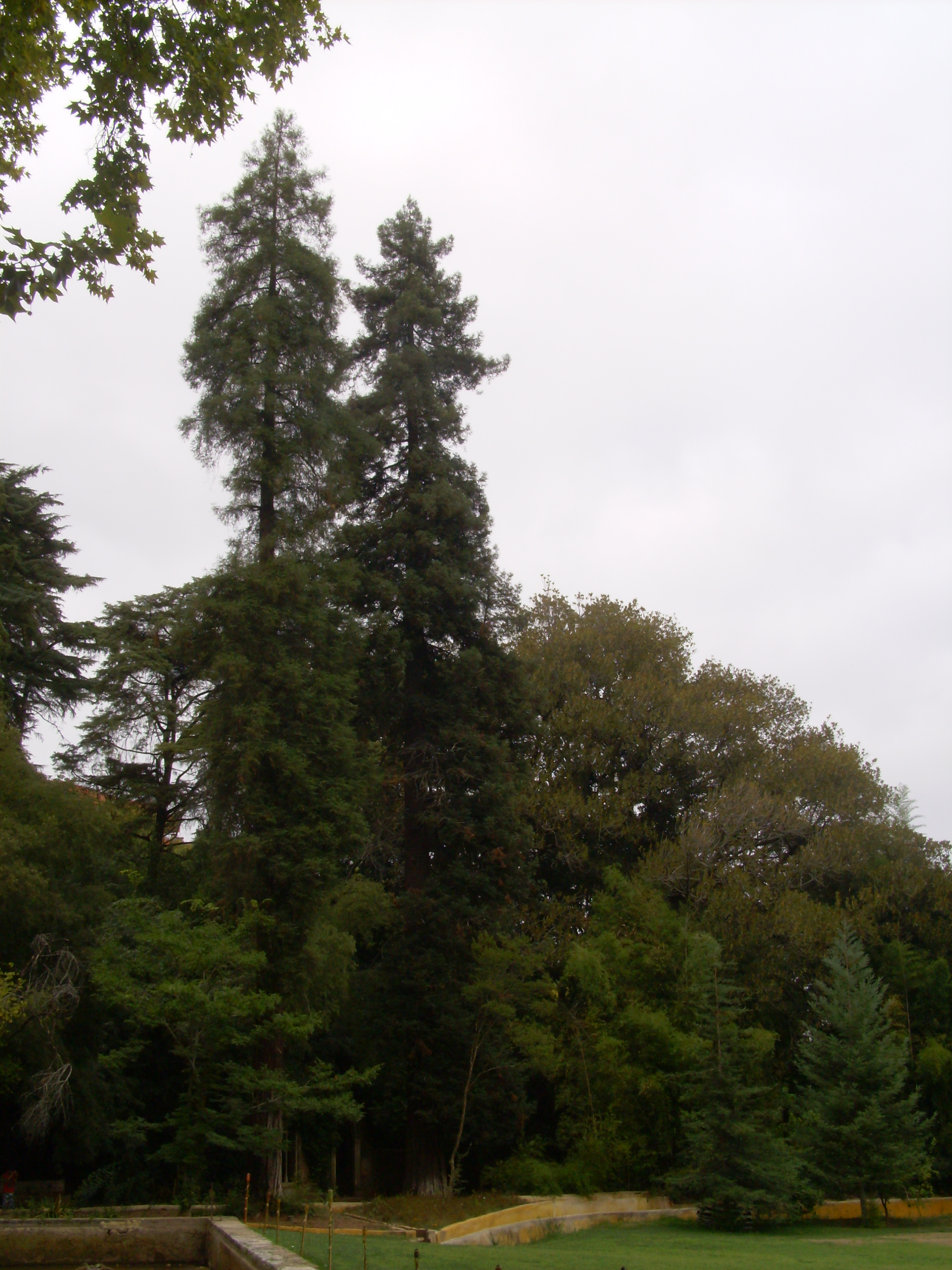
Séquoias Wellington.
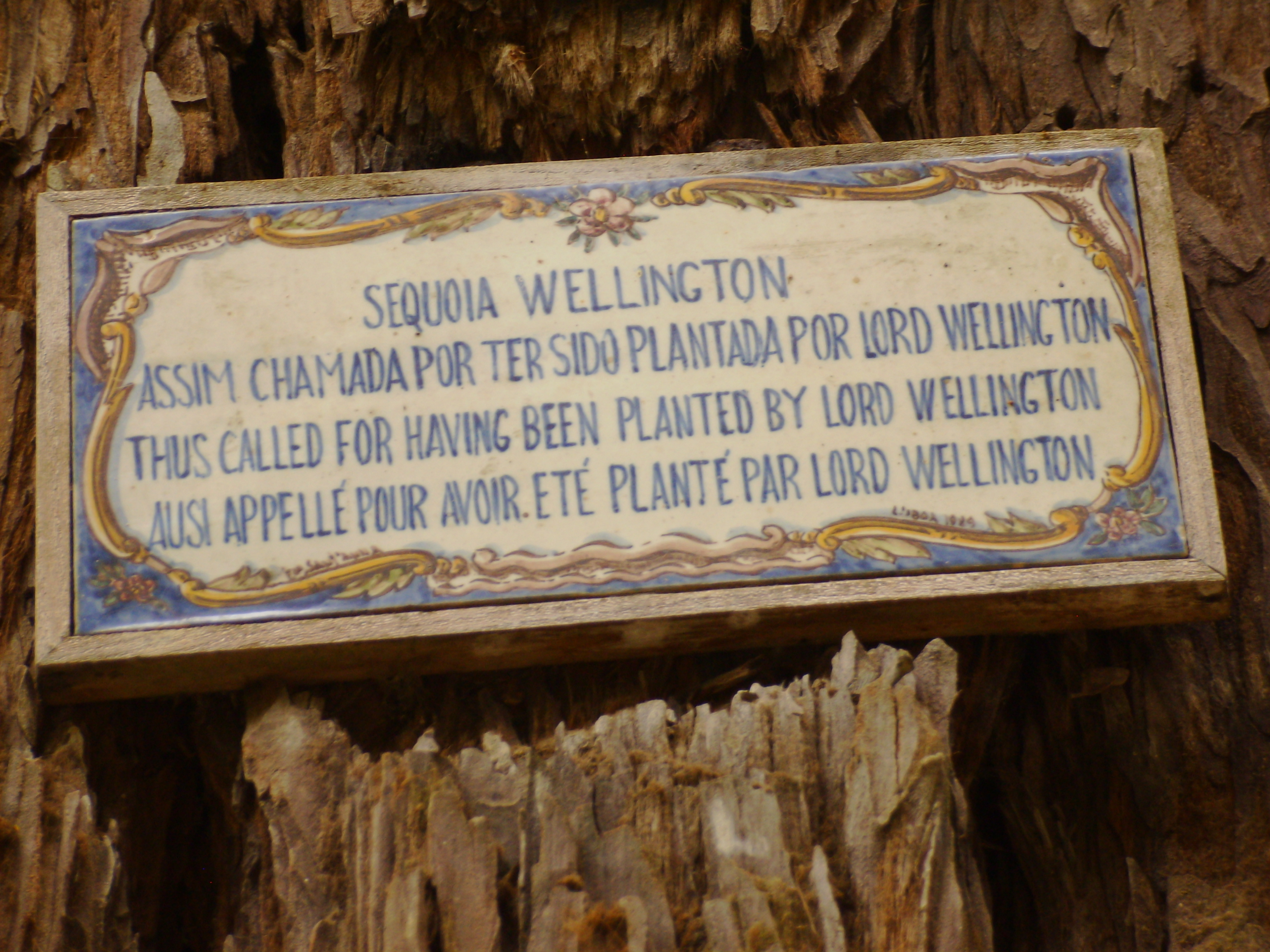
Séquoias Wellington (plaque).
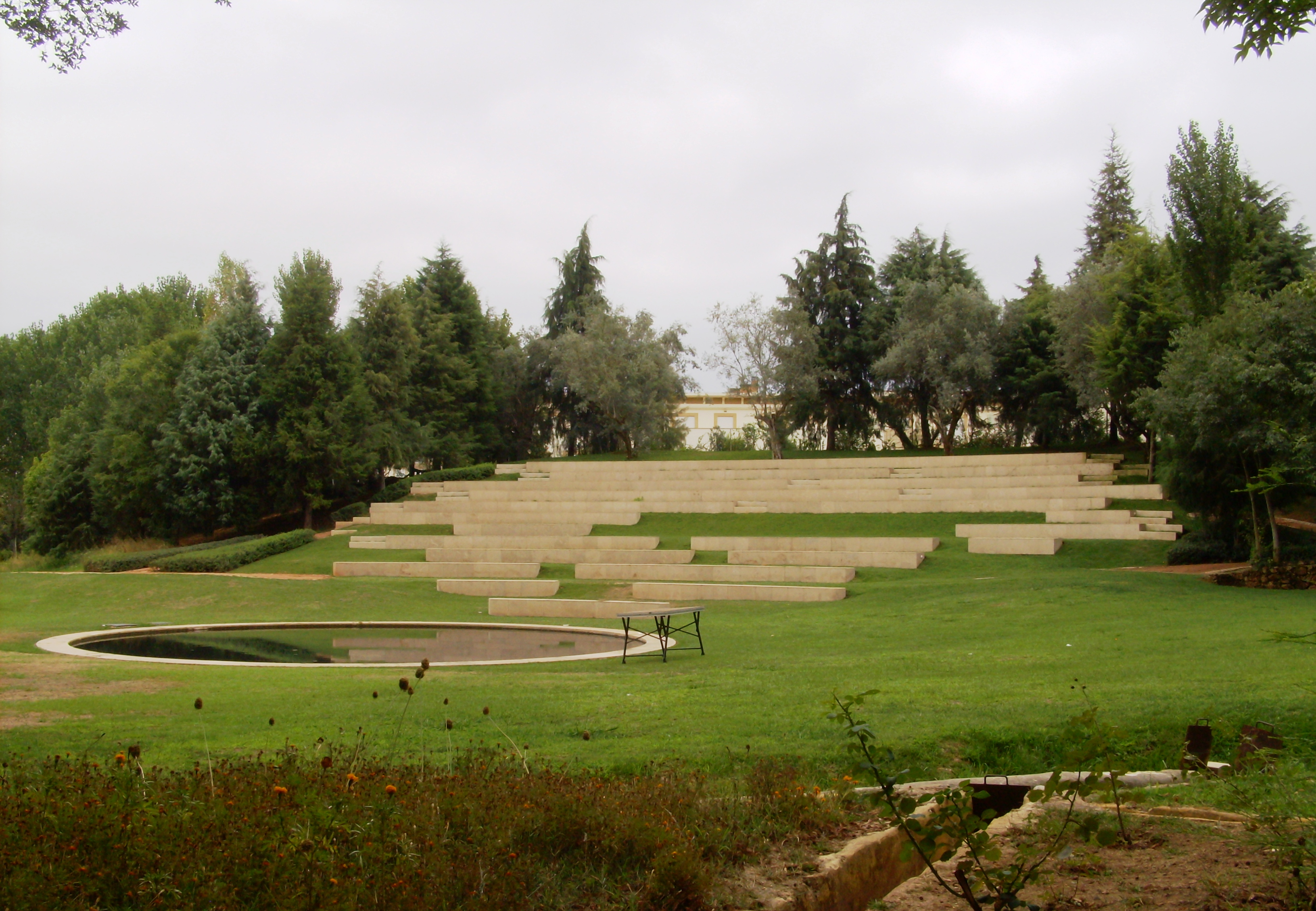
Amphithéâtre Colina de Camões.